# Цешкови
Цешкови (пол. Cieszkowy) — село в Польщі, у гміні Чарноцин Казімерського повіту Свентокшиського воєводства.
Населення — 242 особи (2011).
У 1975-1998 роках село належало до Келецького воєводства.

## Демографія
Демографічна структура на день 31 березня 2011 року:
|          | Загалом | Допрацездатний вік | Працездатний вік | Постпрацездатний вік |
| -------- | ------- | ------------------ | ---------------- | -------------------- |
| Чоловіки | 117     | 24                 | 74               | 19                   |
| Жінки    | 125     | 27                 | 66               | 32                   |
| Разом    | 242     | 51                 | 140              | 51                   |